# 아일랜드 럭비 유니언 국가대표팀
아일랜드 럭비 유니언 국가대표팀(아일랜드어: Foireann Rugbaí náisiúnta na hÉireann)은 아일랜드섬을 대표하는 럭비 유니언의 남자 대표팀이다. 이 팀은 아일랜드 공화국과 북아일랜드를 모두 대표한다. 아일랜드는 매년 식스 네이션스 챔피언십(Six Nations Championship)과 럭비 월드컵(Rugby World Cup)에 참가한다. 아일랜드는 영국 및 아일랜드 라이온스를 구성하는 4개 연합 중 하나이다. 아일랜드에서 뛸 자격이 있는 선수는 라이온스에도 참가할 수 있다.
아일랜드 국가대표팀은 1875년에 잉글랜드를 상대로 첫 국제 경기를 치렀다. 아일랜드는 2019년 처음으로 세계 럭비 랭킹 1위에 올랐다. 팀은 2022년 7월 18일에 두 번째로 1위로 돌아왔고 2023년 10월 2일까지 1위 자리를 포기하지 않았다. 11명의 전 아일랜드 선수가 세계 럭비 명예의 전당에 입성했다.